# Àrea arqueològica de Tourón
L'àrea arqueològica de Tourón és un dels conjunts d'art rupestre a l'aire lliure més singulars de Galícia. Està situada a Tourón, una parròquia de l'ajuntament de Ponte Caldelas, província de Pontevedra. Es tracta d'un enorme jaciment de més de 150.000 m2, compost per cinc estacions de petròglifs i gravats sobre roques. Forma part del conjunt d'art rupestre de Terres de Pontevedra.
Segons els investigadors, aquests vestigis daten del final de l'època neolítica i de l'edat de bronze. Foren realitzats, per tant, aproximadament entre els anys 3000 i 2000 ae.
Els petròglifs que es troben a l'interior de l'àrea es caracteritzen per l'originalitat de les figures representades. Cassoles, combinacions circulars, zoomorfes i trisqueles són sols alguns dels motius d'aquests gravats, que van des de plafons senzills a, en alguns casos, composicions extraordinàriament complexes per a l'època.

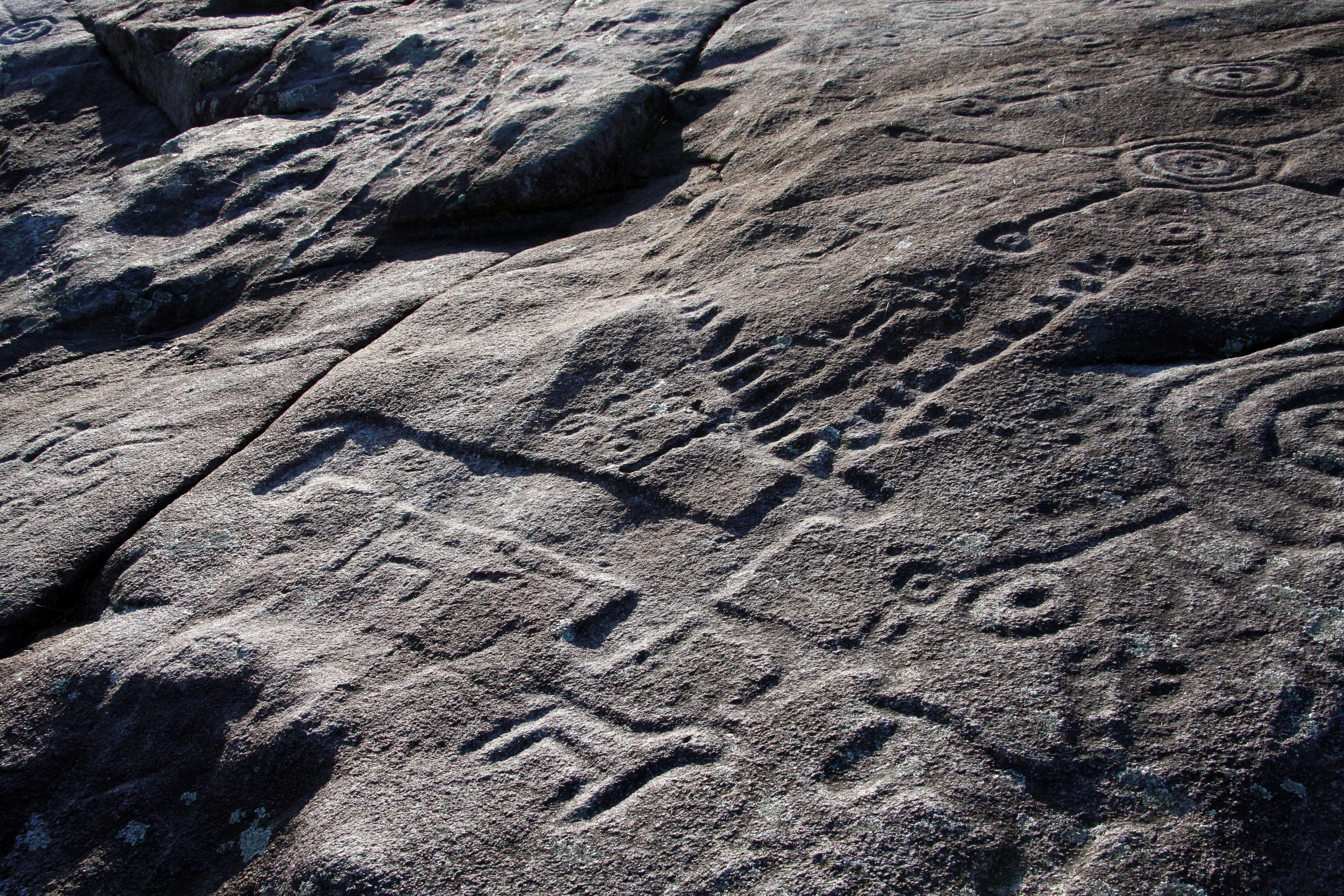
Detall de Laxe das Cruces

## Composició
Les cinc estacions de l'àrea arqueològica de Tourón són: 
- Laxe das Cruces: és el més destacat de tots els conjunts de l'àrea. Presenta un nombrós i heterogeni conjunt de motius geomètrics i naturalistes. Destaca una forma circular (o trisquela) de la qual ixen radis o braços que sobrepassen la línia exterior i acaben en cercles petits. Un gran cérvol, fet amb la tècnica del rebaixat, i altres animals formen una unitat compositiva amb la resta de les figures.
- Outeiro da Forcadela és un dels conjunts més senzills, compost de cercles concèntrics i cassoles interiors.
- Vedat das Sombriñas conjumina una sèrie de gravats animalistes i una altra sèrie de traços difícilment identificables. Un d'aquests petròglifs representa una figura humana amb els braços enlaire i armes a les mans enfront d'un quadrúpede sense cornamenta i amb una línia transversal sobre el llom com una ferida.
- Vedat da Siribela és un conjunt en què destaca l'Orant i diverses escenes d'equitació. A més, presenta una espiral, diverses cassoles, un oval obert amb apèndix o motius originals com un parell de línies paral·leles amb cercles o combinacions circulars.
- Nabal de Martiño conté una de les escenes de caça millor conservades de l'àrea rupestre de Terres de Pontevedra, protagonitzada per un gran cérvol mascle amb buidatge interior. En ella, un home armat irromp enmig d'una bandada de cérvols que beuen en una bassa, i que fugen espantats en totes direccions quan apareix el caçador i clava les llances a tort i a dret.

## Centre arqueològic
El centre arqueològic de Tourón, inaugurat el 2007, es creà amb l'objectiu de donar a conéixer tota aquesta àrea arqueològica i servir com a eina d'interpretació. Té una exposició estable que il·lustra com era la vida al poblat que, segons els investigadors, hi havia a la zona. A més, analitza els llocs on es feren els petròglifs i les escenes i motius que s'hi representaven.